# 龙泉驿区
龙泉驿区是中华人民共和国四川省成都市一个市辖区，地处龙泉山西侧的浅丘地带，是国家级成都经济技术开发区所在地，是四川天府新区高端制造产业功能区和“三湖一山”国际旅游文化功能区所在地。其区内的东安湖体育公园是第31届世界大学生夏季运动会承办地和主场馆。

## 历史

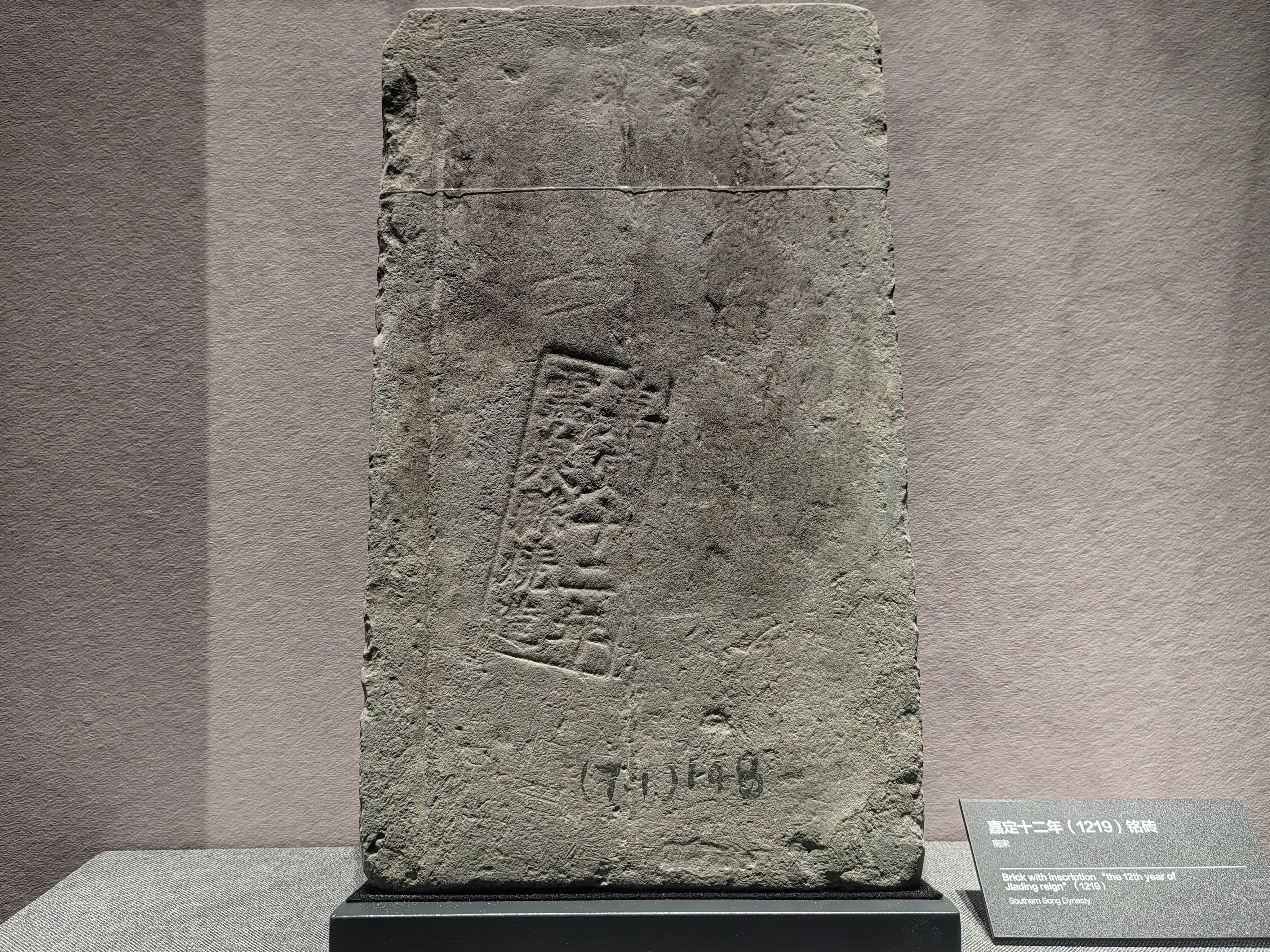
南宋嘉定十二年（1219年）銘磚有「靈泉縣」字樣，靈泉縣治位於今龍泉驛區

武周久视元年（700年）分蜀县置东阳县，天宝元年（742年）改为灵池县，属剑南道成都府，治所位于今龙泉驿区。北宋隶成都府路，天圣四年（1026年）更名为灵泉县。元至元二十二年（1285年）改隶简州。明洪武六年（1373年）撤县，正德八年（1513年）置龙泉镇巡检司，设驿站龙泉驿，据民国县志载，民国初年，龙泉驿距简阳县城约九十里路。新唐书评价为次畿，宋史评价为次畿。
1959年10月，四川省委批转了成都市委关于将内江专区简阳县龙泉驿区、温江专区华阳县大面乡等地划归成都市的意见。同年11月，成都市人民委员会向四川省人民委员会呈报划区报告，四川省人委于1960年1月转报国务院。1960年2月18日，国务院正式批准四川省人委的划区报告。同年7月18日，四川省人委批准设立成都市龙泉驿区:31-32。1976年1月，简阳县洛带区（现洛带镇）九个公社划入龙泉驿区。
2004年进行全区行政区划调整，从17镇（乡）调整为4街道、7镇、1乡。2011年，龙泉街道、大面街道、柏合镇、茶店镇、山泉镇被划入四川天府新区龙泉驿片区。

## 人口
2020年末，成都市第七次全国人口普查公报显示：龙泉驿区常住人口为1346210人，男性人口占比50.74%，女性人口占比49.26%，年龄结构中0-14岁占比13.77%，15-59岁占比71.56%，60岁以上占比14.67%，65岁以上占比11%。

## 地理
龙泉驿区地处四川省中部，成都市区西部，成都平原东缘，全区面积面积557平方公里，西接成华区与锦江区，西南与双流区接壤，以北为新都区、青白江区和金堂县，其西南靠简阳市。

## 行政区划
龙泉驿区下辖7个街道办事处、3个镇：
龙泉街道、大面街道、十陵街道、同安街道、西河街道、柏合街道、东安街道、洛带镇、洪安镇和山泉镇。

## 文化
- 明蜀王陵：全国重点文物保护单位（第四批第76项，南北朝至明，古墓葬类[14]）
- 洛带会馆：全国重点文物保护单位（第六批第718项，编号Ⅲ－421，清，古建筑类[15]）
- 北周文王碑及摩崖造像：全国重点文物保护单位（第七批第1576项，编号7-1576-4-079，南北朝至清，石窟寺及石刻类[16]）
- 石经寺：成都市文物保护单位

## 现任领导
| 机构     | · 中国共产党 · 成都市龙泉驿区委员会 · 书记 | 成都市龙泉驿区人民代表大会 常务委员会 主任 | 成都市龙泉驿区人民政府 区长 | · 中国人民政治协商会议 · 成都市龙泉驿区委员会 · 主席 | 成都市龙泉驿区监察委员会 主任 |
| -------- | ------------------------------------------ | ------------------------------------------ | --------------------------- | ---------------------------------------------------- | ----------------------------- |
| 姓名     | 何勋                                       | 任闻宇                                     | 杜海波                      | 孙波                                                 | 胡开勇                        |
| 民族     | 汉族                                       | 汉族                                       | 汉族                        | 汉族                                                 | 汉族                          |
| 籍贯     | 四川省金川县                               | 重庆市开州区                               | 四川省射洪县                | 四川省简阳市                                         | 四川省成都市                  |
| 出生日期 | 1968年8月（56歲）                          | 1962年5月（63歲）                          | 1971年10月（53歲）          | 1962年4月（63歲）                                    | 1966年7月（58—59歲）          |
| 就任日期 | 2016年4月                                  | 2016年12月                                 | 2016年12月                  | 2016年12月                                           | 2018年2月                     |

## 交通

### 铁路
- 洪安乡站：成渝铁路四等站。
- 十陵站：成昆铁路货运外绕线五等站。

### 公路
- 沪蓉高速
- 渝蓉高速
- 厦蓉高速
- 成都绕城高速（四环路）
- 成都第二绕城高速（六环路）

### 轨道交通
- 成都地铁2号线：区内有惠王陵站、洪河站、成都行政学院站、大面铺站、连山坡站、界牌站、书房站、龙平路站、龙泉驿站，惠王陵站至成都行政学院站于2012年9月16日投入运营，其余各站于2014年10月26日投入运营[20][21]
- 成都地铁4号线：区内有来龙站、十陵站、成都大学站、明蜀王陵站、西河站，于2017年6月2日投入运营[22]

## 特产
- 龙泉驿水蜜桃：中国地理标志产品。龙泉驿区种植水蜜桃5000余公顷，年产9万吨，已成为国内最大的优质桃重要生产基地之一。
- 龙泉驿枇杷：中国地理标志产品。